# Vulgichneumon taiwanensis
Vulgichneumon taiwanensis är en stekelart som först beskrevs av Tohru Uchida 1927.  Vulgichneumon taiwanensis ingår i släktet Vulgichneumon och familjen brokparasitsteklar. Inga underarter finns listade i Catalogue of Life.